# Wenzel Siegfried von Breuner
Wenzel Siegfried von Breuner (* 5. Oktober 1670; † 5. August 1716, ermordet bei Peterwardein) war ein österreichischer Feldmarschallleutnant.
Seine Eltern waren der Graf Siegfried Christoph „der Jüngere“ Breuner von Asparn (* 1635; † 8. Mai 1698) und dessen Ehefrau Maria Barbara Elisabeth Breunner Freinn zu Stubing (* 1642; † 1740).
Er wurde am 17. August 1707 mit Rang vom 26. April 1705 zum Generalfeldwachtmeister und am 5. Mai 1716 zum Feldmarschalleutnant befördert.
Er wurde bekannt durch sein Ende am Ende der Schlacht von Peterwardein. Breuner befand sich auf einem Erkundungsritt unter Palffy am 1. August 1716. Dabei kam es zu einem Gefecht mit den Türken. Er kämpfte, wurde aber gefangen genommen, nachdem er sein Pferd verloren hatte. Als sich die Schlacht gegen Mittag des 5. August 1716 dem Zelt des Großwesirs näherte, ließ dieser alle Gefangenen töten und stürmte in die Schlacht, wo er fiel.
Als sich Prinz Eugen dem Zelt des Großwesirs näherte, bot sich ein erschütternder Anblick dar. Neben dem Zelte lag die Leiche des Grafen Breuner, noch mit Fesseln an Hals und Füßen. Wie das aus einer Unzahl Wunden strömende Blut zeigte, vor ganz kurzer Zeit ermordet. Ferner fanden sie dazu zahlreiche Köpfe.
Dem bekannten Dichter Johann Nepomuk Vogl bot Breuners Ende den Stoff zu der Ballade: „Die Breuner-Eiche bei Peterwardein“, da nach anderer Version der Graf, an eine Eiche gefesselt, mit Pfeilen zu Tode geschossen wurde. Eine Kette, mit welcher der Feldmarschalleutnant gefesselt worden sein soll, befand sich als Ausstellungsstück 553 im Wiener Zeughaus.
Zum Gedenken an die Schlacht wurde die Kirche Maria Schnee bei Peterwardein ausgebaut.